# トルースタイト
トルースタイト（英: troostite）とは、鋼の組織の一種であり、マルテンサイトを約400℃程度で焼戻しすることにより得られる、極微細なセメンタイトとフェライトの混合組織である。名称は発見したフランスのトルース(L.J.Troost)に由来する。焼戻しトルースタイト、二次トルースタイトとも呼ばれる。現在ではあまり使用されないが、マルテンサイトの地からセメンタイトの粒が吐き出されたような組織なので、日本の冶金学者本多光太郎による吐粒洲（トルース）という漢字の当て字がある。
以前は、焼入れの冷却時に約500℃で停止させてA1変態させた後に再冷却させて得られる組織が、一次トルースタイト、焼入れトルースタイト、結節状トルースタイトなどと呼ばれていた。現在では、このような組織は微細パーライトと呼ばれる。
フェライト中のセメンタイトは、光学顕微鏡では判別できないレベルの大きさの微細セメンタイトとなっている。ソルバイトよりもセメンタイトが微細なのが特徴である。
機械的性質については、硬さはマルテンサイトに次いで高く、ベイナイトと同レベルである。疲労限度もマルテンサイトに次いで高い。ビッカース硬さは約400 HVで、ロックウェル硬さは約51 HRCである。疲労限度を引張強さで除した値である疲労限度比は、0.40 - 0.54程度である。マルテンサイトに次ぐ硬さとある程度の靱性の高さを備えているので、刃物などに使用される。一方で錆びやすさが欠点である。